# Teddy Tetzlaff

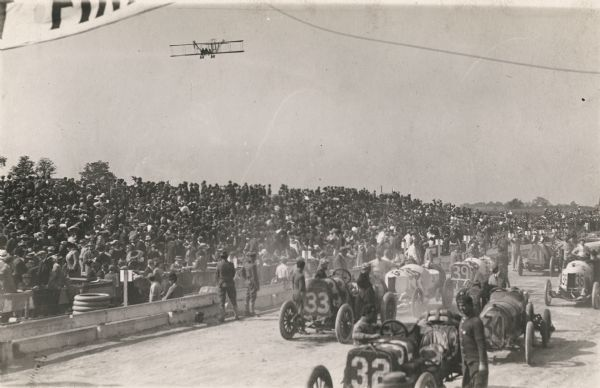
Teddy Tetzlaff (Startnummer 33), beim American Grand Prix 1912

Teddy Tetzlaff (Theodore Herbert Tetzlaff, * 5. Februar 1883 in Los Angeles; † 8. Dezember 1929 in Artesia, Kalifornien) war ein US-amerikanischer Rennfahrer in den Pionierzeiten der amerikanischen Autorennen. Tetzlaff trat auch als Schauspieler in Rennfilmen der Stummfilmzeit auf.

## Karriere
Der gelernte Automechaniker Tetzlaff startete unter anderem von 1911 bis 1914 bei den ersten vier Rennen des ältesten heute noch bestehenden Autorennens der Welt, den 500 Meilen von Indianapolis, kurz Indy 500. Sein bestes Ergebnis war 1912 der zweite Platz hinter Joe Dawson. Sein Spitzname „Terrible“ Teddy Tetzlaff (der Schreckliche Teddy Tetzlaff) begründete sich in seinem Vollgasrennstil mit den Alternativen das Rennen gewinnen, die Maschine zum Platzen bringen oder aus der Spur fliegen.
Letztere Variante beschreibt ein Rennbericht so: „Teddy Tetzlaff … führte das Feld der 16 Fahrer an. Tetzlaff bestätigte seinen Ruf als Bleifuß ohne Nerven, indem er das Feld aus Los Angeles heraus anführte, bei San Diego aus der Spur schleuderte und seinen Wagen um einen Telefonmast wickelte.“
Höhepunkt seiner Rennkarriere war der zweite Platz bei der AAA National Championship 1912. Er gewann mit einem Fiat S 61 die Santa Monica free-for-all, im Juli in Tacoma, Washington das 200 Meilen „heavy car event“ mit 2:54.31 h und einen Tag später das 250-mile-free-for all. Wenige Tage vor den Rennen in Tacoma war Tetzlaff in Tacoma zum Zwecke der Erpressung von Lösegeld gekidnappt worden, wurde aber befreit.
1911 erreichte Teddy Tetzlaff mit 78,7 mph (126,7 km/h) Durchschnittsgeschwindigkeit mit seinem Fiat in Santa Monica eine Weltbestleistung unter allen Rennen und Rennfahrern, die auch 1912 und 1913 nicht übertroffen wurde. Zum Vergleich: 1913 erreichte Earl Cooper mit einem Stutz auf dem damals schnellsten amerikanischen Kurs in Corona 74,63 mph (120,11 km/h) weltweit am schnellsten war Paul Bablot mit einem Delage in Le Mans mit 77 mph (124 km/h).
Teddy Tetzlaff unterstützte auch als Fachmann die Planung und Vorbereitung von Langstreckenrennen für Veranstalter.
Bei einem schweren Unfall im Jahr 1911 erlitt Tetzlaff eine Verletzung der Wirbelsäule. Es folgten gesundheitliche Probleme, die zu seinem Tod am 8. Dezember 1929 führten.

## Tetzlaff und der Film
1912 begann Tetzlaff in Stummfilmen von Komödienpionier Mack Sennett sich selbst zu spielen. Bekannt ist der Film The Speed Kings von Regisseur Wilfred Lucas, in dem er mit den Rennfahrerkollegen Earl Cooper und Barney Oldfield auftrat. Später unterstützte er den Schauspieler Wallace Reid bei dessen Rennfahrerfilmen. Tetzlaffs Sohn Ted Tetzlaff wurde ein bekannter Kameramann in Hollywood, der später auch Regie führte.

## Geschwindigkeitsrekorde
- Am 19. März 1910 verkündete eine Werbeschrift der Lozier Motor Company, dass ein serienmäßiges Modell 51 mit 51 bhp (37,5 kW), gefahren von Teddy Tetzlaff, einen Weltrekord über 100 Meilen (161 km) in 1:14:29 Stunden aufgestellt hätte.[14][15]
- Bei der ersten Motorrallye 1914 in den Bonneville Salt Flats[16] beschleunigte Teddy Tetzlaff seinen Blitzen-Benz auf 228 km/h[17], nach anderen Quellen auf 229,85 km/h.[18]

## Filmografie
- 1913: The Speed Kings
- 1919: The Roaring Road
- 1920: Double Speed
- 1921: Too Much Speed
- 1922: Across the Continent

## Texte
Laut Catalogue of copyright entries: Pamphlets, leaflets …, Band 10, Ausgabe 2
- Teddy Tetzlaff: Ignorance costs autoists millions each year, 8692-8698
- Teddy Tetzlaff: tells readers of Evening herald all about automotives, 8692-8698